# Weekendavisen
Weekendavisen (Víkendové noviny) je dánský kulturně-společenský týdeník novinového formátu. Jako nástupce původních novin Berlingske Tidende je považován za nejstarší noviny na světě (zal. v roce 1749). V dnešní podobě však noviny vznikly až v roce 1971.
Weekendavisen vychází každý pátek. Je rozdělen do několika rozsáhlých sešitů. Pokrývá společenská a kulturní témata nadnárodního dosahu, včetně kulturně-společenské a ideové debaty. Obsahuje též objemnou literární přílohu.
Náklad je přibližně 60 000 výtisků (2007), čtenářská obec však dle výzkumů dosahuje přibližně 290 000 osob.[zdroj?]